# Bill Kaulitz
Bill Kaulitz (Leipzig, Sajonia; 1 de septiembre de 1989) es un cantante, compositor, actor de doblaje y modelo alemán, conocido por ser el vocalista de la famosa banda alemana Tokio Hotel. Cantando y haciendo sus composiciones en inglés y su lengua materna.  

## Biografía

### Primeros años (1989)
Nació el 1 de septiembre de 1989 a las 6:30pm en Leipzig (Alemania). Es gemelo del músico Tom Kaulitz, que nació 10 minutos antes. Sus padres, Jörg Wieger y Simone Kaulitz, se separaron cuando él y su hermano tenían 7 años. 
Bill Kaulitz mostró interés por la música cuando tenía 7 años y empezó a componer sus propias canciones. Su hermano Tom aprendió a tocar la guitarra gracias a su padrastro, Gordon Trümper, que les ayudó a iniciar su propia banda.

### Carrera musical (1999–2003)
A la edad de 10 años, los gemelos comenzaron tocando en vivo en Magdeburgo, con un nombre para su dueto llamado <<Black Question Mark>> cerca de su ciudad natal de Loitsche, haciendo espectáculos de pequeños lugares y eran en gran parte desconocidos. 
Cuando cumplieron los 12 años se encontraron con Georg Listing, quien entonces tenía 14 años, y Gustav Schäfer de 13, durante la audiencia de uno de sus espectáculos. Gustav Schäfer y Georg Listing eran amigos y después del espectáculo les hicieron una oferta a los gemelos para unirse. Entonces, Devilish habría nacido como banda. En principio, Devilish no iba a ninguna parte, hasta que Bill Kaulitz se presentó en el reality show televisivo de talentos Star Search en su versión alemana, gracias a una apuesta perdida contra su hermano. El grupo, fundado en 2001, cambió su nombre a Tokio Hotel tras fichar en 2003 con Sony.

### Primeros lanzamientos (2005–2006)
En 2005, David Jost organizó una reunión entre la banda y registros de Universal Music Group e Interscope y ellos firmaron. Comenzaron a trabajar de inmediato, lanzando su debut LP Schrei más tarde ese año. Su primer sencillo de Schrei fue Durch den Monsun, que alcanzó el puesto número 1 en Alemania después de un mes de su lanzamiento.

### Primera gira y éxitos
Tokio Hotel lanzó su gira debut en Alemania, para apoyar la liberación de Schrei y sus sencillos. Hicieron una gira por Alemania y también grabaron un DVD en vivo.
En 2006, Bill Kaulitz interpretó el papel de Arthur en la primera parte de la versión alemana de la película Arthur y los Minimoys.
Tokio Hotel era un nombre muy conocido en Alemania en ese momento, y eso obligó a la banda a regresar al estudio. Tras el éxito de Schrei, Tokio Hotel comenzó a trabajar en su segundo álbum, Zimmer 483, publicado en febrero de 2007. El álbum generó tres sencillos inicialmente: Übers Ende der Welt, Spring Nicht y An deiner Seite (Ich bin da). Un cuarto sencillo, Heilig fue lanzado en 2008.
Para apoyar el lanzamiento de Zimmer 483, Tokio Hotel comenzó una gira continental por Europa, generando otro DVD en vivo y un impulso publicitario de gran tamaño.

### Fama internacional (2007–2008)
Al haber tantos aficionados por todo el mundo, Bill Kaulitz y su banda decidieron volver a grabar las canciones de Schrei y Zimmer 483 pero esta vez en inglés para que todos los aficionados pudieran entender las letras de la banda. El resultado de estas canciones regrabadas fue el debut de Tokio Hotel con el álbum Scream en inglés. El álbum se lanzó a mediados de 2007.
Scream tuvo cuatro sencillos: Scream (versión de Schrei), Monsoon (versión de Durch den Monsun), Don't Jump (versión de Spring Nicht) y Ready, Set, Go! (versión de Übers Ende der Welt). Scream fue un éxito moderado a nivel internacional, y para apoyar el lanzamiento, Tokio Hotel dejó Europa por primera vez y voló a Estados Unidos.
En 2008, Tokio Hotel llegó a Estados Unidos para hacer 5 shows, empezando por Canadá y terminando en Nueva York. Tokio Hotel fue el primer grupo alemán desde Nena en tener éxito a nivel internacional y mantener su estatus. La gira por Estados Unidos fue un éxito, pero al llegar a Europa para su gira 1000 Hotels Tour les golpeó el desastre.

### 1000 Oceans Toury complicaciones médicas (2008–2009)
1000 Oceans Tour comenzó en Bruselas el 3 de marzo de 2008, continuó a través de los Países Bajos, Luxemburgo, Francia, España, Portugal e Italia. Once días después del comienzo de la gira, el 14 de marzo, Bill Kaulitz comenzó a experimentar problemas de la voz en medio de un concierto en Marsella, Francia. Dejó que el público cantara con más frecuencia y la banda sólo tocó dieciséis canciones en vez de las veintiuna previstas.
Dos días después del incidente en Francia, Tokio Hotel canceló un concierto en Lisboa momentos antes de que fuera a comenzar. Los miembros de la banda, a excepción de Bill, salieron al escenario y se disculparon por la cancelación del concierto. Explicaron que Bill estaba enfermo y que estaba siendo trasladado de regreso a Alemania para ver a un especialista, pues había grabado y cantado 43 canciones sin descanso y había desarrollado una patología en la garganta. Resultó ser un quiste en la laringe, que tuvo que ser extirpado mediante cirugía el 30 de marzo. Bill Kaulitz no pudo hablar durante 10 días, y tuvo que someterse a terapia del habla durante un mes. Fue una etapa dura para el líder de Tokio Hotel, que dudaba si alguna vez podría volver a cantar como antes.
Para mayo de 2008, Bill se había recuperado totalmente y pudieron volver al escenario de los países que faltaban para terminar la gira. A pesar de la cirugía y el tiempo retirado, fue considerado un éxito.

## Humanoid (2009–2010)
Durante 2008 y 2009, Tokio Hotel regresó al estudio para grabar su segundo álbum en inglés y el tercero en alemán. El resultado fue [Humanoid], que fue una versión mucho más tecno-orientada con un nuevo sonido. Humanoid fue lanzado el 6 de octubre de 2009, y poco menos de un mes después, Tokio Hotel recogió el premio en los EMA a Mejor Banda en Berlín el 5 de noviembre. Humanoid hasta el momento ha dado lugar a tres sencillos, Automatic/[Automatisch], publicado en septiembre de 2009, [World Behind My Wall]]'/Lass uns Laufen que se publicó en enero de 2010 y Dark Side Of The Sun/Sonnenstystem.

### Kings of Suburbia (2014)
El 3 de octubre de 2014, la banda lanzó el álbum que rompería con un silencio de 5 años. Kings of suburbia sólo fue lanzado en inglés (no como sus anteriores trabajos, en inglés y alemán). Los sencillos fueron, por orden, Run, run, run, Girl Got a Gun, ambos promocionales, y Love Who Loves You Back junto con Feel It All siendo los sencillos oficiales. El álbum llegó al número uno en 30 países y entró en el top 5 en otros 17 países, siendo considerado un éxito a pesar del tiempo transcurrido, en el cual los gemelos se mudaron a Los Ángeles para huir del panorama mediático alemán.

### Dream Machine (2016-2017)
El 1 de septiembre de 2016, la banda lanzó una publicación en instagram, en donde confirmaría un tour a inicios del 2017 para promocionar su álbum Dream Machine. El cual tiene canciones como Something new, What if, ambos promocionales, y Boy don't cry, este último salió el 20 de octubre de 2017. Las canciones del álbum se encuentran todas en su cuenta oficial en YouTube.

## Otros trabajos
En 2009, volvió a interpretar el papel de la voz alemana de Arthur de nuevo para la secuela de Arthur y los Minimoys. En 2010, Tokio Hotel cantó con Kerli para grabar la canción Strange para la película Alicia en el País de las Maravillas. Bill Kaulitz, junto a su hermano, Tom, fueron modelos para una sesión de fotos para PETA en protesta por el uso de animales como fuente de entretenimiento. También modeló en Milán para Dsquared2 a principios de 2010, haciendo su debut como modelo.
En mayo de 2012, Bill Kaulitz apareció en la canción If I Die Tomorrow como voz de coro del grupo Far East Movement en su álbum Dirty Bass.
En 2014 colaboró en la canción "I Am" de Rock Mafia, junto con Wycleaf Jean & David Correy.
El 5 de enero de 2013, se estrenó Deutschland sucht der Superstar (Alemania busca la superestrella) un programa muy extendido en el resto de Europa como en el caso de Francia Nouvelle Star (Nueva Estrella). Se podría comparar en Estados Unidos a "American Idol", en el que participa como jurado con su hermano Tom Kaulitz, Dieter Bohlen y Mateo Jaschik, del grupo alemán "Culcha Candela".
El 25 de noviembre del 2014, Bill dio a conocer a través de blogs exclusivamente para SheKnows sobre el amor, las etiquetas y su sexualidad.

## Discografía

### Trabajo como solista
En el año 2016, Bill se embarcó en un proyecto como solista con el seudónimo de "Billy", bajo el cual lanzó su primer sencillo "Love Don't Break Me" y posteriormente su EP debut "I'm Not OK".
Hizo varias firmas de su libro con fotos exclusivas de su EP. Empezó en Los Ángeles el 29 de abril, teniendo un gran éxito. El 5 de mayo, Bill fue a Berlín a firmar los ejemplares de centenares de aficionados. Viajó a París el 7 de mayo para firmarle su libro a más gente en el MadLords. Siguió su ruta hasta parar en Milán y después volvió a Los Ángeles, donde descansó durante un tiempo.
El 4 de julio, Bill y Tom Kaulitz volverían a las andadas e irían a Nueva York, donde firmarían el 6 de julio, pero por problemas de organización no se llevaría a cabo y se suspendería. Tras el bajón de Nueva York, Bill viajó a México y firmó en LTBART (Polanco) el 10 de mayo.
El 30 de septiembre, Bill les dio una sorpresa a sus aficionados de Rusia al hacer una firma exclusiva de libros en Moscú, y el 10 de octubre otra en San Petersburgo.

### Álbumes de estudio
- 2005: Schrei
- 2006: Schrei so laut du kannst
- 2007: Zimmer 483
- 2007: Scream
- 2009: Humanoid
- 2010: Best of Tokio hotel
- 2014: Kings of Suburbia
- 2016: I'm Not Ok (como solista)
- 2017: Dream Machine
- 2022: 2001